# عقاصة
عَقَّاصة (الاسم العلمي Endothenia)، جنس حشرات عثية من حرشفيات الأجنحة وفصيلة فراشيات فتالة.